# Gruzijski narodni ansambl
Gruzijski narodni ansambl (gruz. ქართული ეროვნული ბალეტი ), poznat još i kao Koreografski ansambl Suhišvili prva je profesionalna državna plesna družina u Gruziji. Broji sedamdeset plesača i mali orkestar.  Osnovali su ga Iliko Suhišvili i Nino Ramišvili 1945. godine. Njih dvoje nisu bili samo partneri na pozornici, već i bračni partneri. Zahvaljujući narodnom ansamblu, gruzijski nacionalni ples i glazba postali su poznati u mnogim dijelovima svijeta.
Tijekom svoje povijesti pojavljivao se, među ostalim, u Koloseju, Metropolitan Operi, i Madison Square Gardenu. Milanska Scala primila ih je 1967. godine, što je prvi i jedini put da je ansambl dobio priliku nastupiti na ovoj pozornici. Ansambl je postao jedini plesni ansambl koji je postavio svjetski rekord (upisan je u Guinnessovu knjigu rekorda) na  La Scali u Milanu. Koncert je izazvao tolike ovacije da se zastor kazališta spuštao 14 puta. Time je oboren rekord Enrica Carusa, kojem je zastor spušten 11 puta.
U početku je kostime dizajnirao Simon Virsaladze (1908. – 1989.). Sada je kostimografkinja umjetnička direktorica Nino Suhišvili. Tengiz Suhišvili, sin osnivača, umjetnički je i generalni direktor gruzijskog narodnog ansambla. Njegova supruga je bivša plesačica, a danas majstor baleta. Iliko Suhišvili Mlađi danas je glavni koreograf.
Gruzijski narodni ansambl broji sedamdeset plesača i mali orkestar.
Nastup gruzijskog narodnog ansambla nadahnuo je književnika Terryja Nationa u kreiranju Daleka za televizijsku seriju Doctor Who.

## Vanjske poveznice
- Službena mrežna stranica  Arhivirana inačica izvorne stranice od 12. svibnja 2021. (Wayback Machine)